# 赫伯特·皮特曼
赫伯特·约翰·皮特曼 MBE（英語：Herbert John "Bert" Pitman，1877年11月20日—1961年12月7日），是一名英国商船队海员，1912年4月12日泰坦尼克号沉没事故发生时为泰坦尼克号三副，并在事故中幸存下来。

## 早年生活
皮特曼出生于英格兰森麻實郡的萨顿蒙蒂村的一个农民家庭，父亲为亨利·皮特曼，母亲为莎拉·皮特曼。其父于1880年逝世，母亲后改嫁至查尔斯·坎迪家中。1881年人口调查显示，皮特曼当时与母亲以及兄妹居于萨顿路边一个112英畝（0.45平方）的农场里。

## 海事生涯
1895年，皮特曼投入海事生涯，此时他18岁，刚刚加入英国商船队不久。他于E·F·怀特先生的商人探险技术学院（Merchant Venturers' Technical College）航海系接受了航海训练。其后，他在船上当了四年学徒，又做了五年副手。1904年，他加入蓝锚航运（Blue Anchor Line），做了一年副手，随后在希雷航运（Shire Line）工作了6个月，并在1906年8月获取船長（Master Mariner）资格。1906年，他进入到白星航運。在此期间，他分别担任了「海豚号」（Dolphin）及「威严号」（Majestic）的二副、三副与四副，还曾担任过「海洋号」（Oceanic）的四副。

## 泰坦尼克号沉没
和船上其他初级官员相同，皮特曼在1912年初收到了一封电报，指令他在3月26日上午9点到白星航运利物浦办公室报到，领取前往贝尔法斯特的船票。他于次日中午时分抵达，并向一副威廉·默多克报到。4月10日泰坦尼克号离开南安普敦时，皮特曼正在船尾协助默多克监督系泊绳釋放和拖引纜繩作业。在航行途中，他主管天体观测和指南针偏差，并对甲板进行全面监督，與此同時，還對舵手進行監管，並在必要時候支援艦橋官員。
泰坦尼克号撞上冰山之时，皮特曼休班，正在寢室裡打盹，半梦半醒。他听见并感受到了撞击，随后船似乎停了下来。他回憶說：「我以為這艘船要錨定了」，他走出寢室觀望，但什麼異狀都沒有，於是回房點了一根菸，開始換衣服。受船長命令的四副約瑟·博士爾敲了他的房門，告訴他郵件室裡有水，皮特曼問到發生了什麼事，約瑟·博士爾簡短回答：「我們撞了一座冰山」。他立即起身并戴上手表，命令约瑟向右舷报告情况，以协助准备救生艇。他趕到船的後端，在那裡遇到了六副詹姆斯·穆迪，告訴他前方的井圍甲板上有冰塊。於是皮特曼前去查看情況，當他從井圍甲板返回時，遇上一群生火員，他詢問後，生火員回答說：「水跑到我們那裡去了」！然後他低頭看著1號貨艙口，看到裡面流經過的海水。他立刻跑到小艇甲板上，協助揭開救生艇的帆布。在收到救生艇下水的命令后，默多克令皮特曼负责5号救生艇。當將救生艇降低到甲板的高度時，他注意到鐵達尼號的新吊艇架比起舊的船型有很大改進。他回憶說：
| “ | 我把5號救生艇降到了小艇甲板的軌道上。有個穿著睡衣的男人說，我們最好讓它滿載女人和小孩。我說：『我等待指揮官的命令』，他回答說：『很好』或類似的話。然後根據自己的印象判斷，我突然意識到（他）可能是伊斯梅先生。 | ” |

皮特曼沒有指示降下5號救生艇，像二副查爾斯·萊托勒一樣，他也越級去向船長獲取命令。他回憶說：
| “ | 我走到艦橋邊，看到史密斯船長告訴那位我認為是伊斯梅先生的男人，要我帶上女人和小孩、撤離救生艇。然後他說：『開始吧！繼續動作』。我返回救生艇那裡，站在裡面說：『女士們請過來』，那裡有一大群人。伊斯梅先生協助了她們登艇。我們的救生艇幾乎滿了，我又向更多的女士喊道。但是沒看見（周圍）還有其他女人了，所以我允許一些男性坐上來。然後我再次跳上救生艇。默多克先生說：『你負責這艘船並在後面的梯口通道徘迴』。 | ” |

默多克與皮特曼握手說道：「再見，祝你好運」，皮特曼接著命令水手：「開始降下」，一旁的伊斯梅揮動雙臂喊：「低一點，低一點」。正在監督下水作業的五副哈羅德·羅威告訴伊斯梅：「你以為你能解決問題嗎？你想讓我降得更快是嗎？你會讓我害他們全部淹死」。伊斯梅沒有說什麼就走開了。此刻皮特曼还未相信泰坦尼克号遭受了严重损伤，并认为疏散乘客只是预防性措施。為執行默多克的命令，5號救生艇下水後，皮特曼将未满载的救生艇划到梯口通道，以便在那里搭载更多乘客。皮特曼后来作证道，当时救生艇等候在约90公尺的地方，但梯口通道的門一直沒有打開。
这时的皮特曼意識到鐵達尼號正在下沉，但是仍相信船只可以继续漂浮，他表示：「我想她仍然有三個水密艙室（沒進水），仍然可以漂浮」。在救生艇上清點人員之後，船員除了皮特曼，有兩名生火員、兩名服務員和一名水手，其他人都是乘客。救生艇上有餅乾和水，但沒有手電筒（在登上卡柏菲亞號後，皮特曼檢查了所有救生艇，發現所有救生艇都有麵包和水）。在救生艇上待了一个小时后，他终于意识到，泰坦尼克号注定要沉没，于是将救生艇后撤了約250公尺。他在这个距离看到了泰坦尼克号的沉没。在后来的官方调查中，他也是少数认为船只是完整沉没的人之一。他回憶說：
| “ | 聽到很多人說——他們聽到鍋爐爆炸，但我對此表示懷疑。我不明白為什麼鍋爐會爆炸，因為那裡沒有蒸汽。他們（機房人員）應該關閉鍋爐大約兩個半小時了。沒有繼續生火，所以那裡的蒸汽很少。從我離船的距離來看，如果它發生爆炸，我想我會知道的。 | ” |

然而，他確實描述了聽到四個響亮的砰聲，像是槍聲，聲音是從迅速下沉的船上傳出來的。当泰坦尼克号船尾消失不见时，他看了一下手表，对全船人说道：「现在是2点20分」。听到船沉没后大量落海者的「哭、喊、呻吟聲」後，他决定将救生艇划回去，以拯救更多人。但在向救生艇上的乘客宣布这一行动时，却遭到了抗议，乘客们担忧救生艇会被水中恐慌的人们包围，而导致倾覆。面对此情况，皮特曼只得默许，继续将救生艇停在几百公尺外的位置，看着海面上的乘客与船员在寒冷中死亡。在后来的生活中，皮特曼承认自己因没有去救那些在水中死去的人而一直良心不安。他回憶說：
| “ | 當船隻消失時，我就說：『各位，我們現在回去殘骸那裡』。我船上的每個人都說這是一個瘋狂的想法，因為比起回到沉船現場並且被那裡的人群淹沒，至少我們現在很安全。我的救生艇還能載更多人——總共可以坐大約60個人。我把5號船掉頭，沿著這些哭叫聲的方向划，但被乘客勸阻了。 | ” |

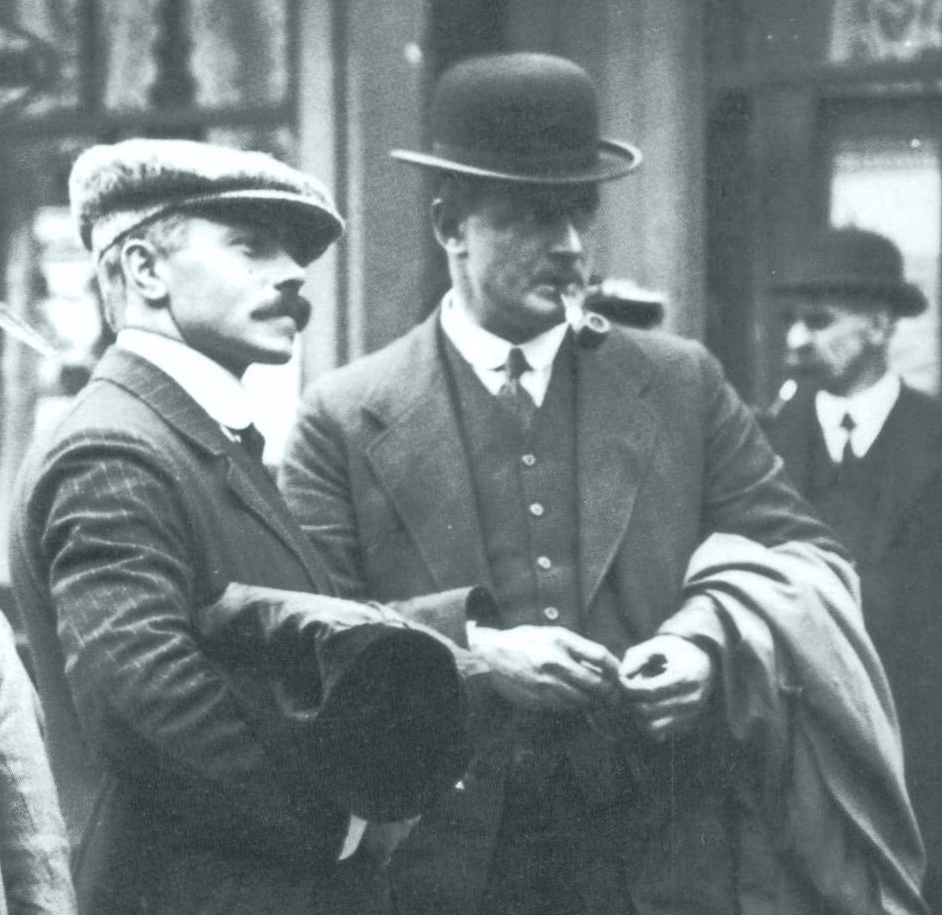
皮特曼（左）和查理·萊托勒（右）

5号救生艇于第二天早晨被卡柏菲亞號救起。皮特曼及其他幸存者于1912年4月18日到达纽约54号码头。在纽约，他作为目击证人，在美国政府对事故的调查中作证。1912年5月2日，他和其余幸存者离开纽约，返回英格兰，并在英国政府的调查中进行作证。

## 晚年生活
皮特曼在事故之后仍旧就职于白星航运。他分别在海洋号和奥林匹克号上任职。后因视力衰退，改做乘务长。1920年代早期。他离开白星航运，前往Shaw, Savill and Albion Company Ltd.任职。1922年，与来自新西兰的米尔德里德·卡尔曼（Mildred "Mimi" Kalman）成婚。在第二次世界大戰期間，他在美特伦号（法語：Mataroa）上擔任乘务长。1946年，他因「戰爭期間，在海上和危險水域中長期立功服務」而獲英國君主授予大英帝國勳章，同年3月退休，此时他已在海上工作了50多个年头。Shaw, Savill and Albion Company Ltd.表示皮特曼「在戰爭期間運送大量軍隊，他在任何時候都表現得盡職盡責，能夠提供忠誠和專注的服務」。他的余生和侄女在森麻實郡Pitcombe度过，而其妻子在退休前便已去世。

## 逝世
1961年12月7日，皮特曼死于蛛网膜下腔出血，享年84岁。其遗体葬于萨默塞特Pitcombe教区教堂的墓地中。

## 文化描寫
- 皮特曼是1997年音乐剧《泰坦尼克号（英语：Titanic (Musical)）》中的重要角色。
- 在电子游戏《泰坦尼克号：冒险时间（英语：Titanic: Adventure Out of Time）》中，皮特曼由虚构的三副莫罗替代。